# Julian Loidl
Julian Loidl (* 11. Mai 1981 in Wien) ist ein österreichischer Schauspieler.

## Leben
Julian Loidl wuchs in Wien auf, seine Schauspielausbildung erhielt er ab 2002 an der Konservatorium Wien Privatuniversität, die er 2006 abschloss.
Von 2008 bis 2012 war er Ensemblemitglied am Theater an der Gumpendorfer Straße (TAG). Weitere Engagements hatte er etwa bei den Wiener Festwochen, am Wiener Volkstheater, am Schauspielhaus Wien und der Volksoper Wien, am Theater Drachengasse, dem Theater Akzent, dem Stadttheater Berndorf, dem Theater Kosmos in Bregenz und dem Globe Wien.
Zu den von ihm am Theater verkörperten Rollen zählen unter anderem die Titelrollen in Faust (2015–2017) und Macbeth (2018) am TAG sowie Richard III. am Theater Phönix in Linz (2017), außerdem der Barometermacher Bartholomäus Quecksilber bei den Raimundspiele Gutenstein in der Zauberposse Der Barometermacher auf der Zauberinsel (2015).
In der ORF-Serie Altes Geld (2015) von David Schalko spielte er die Rolle des Chauffeurs Max. 2018 stand er für Dreharbeiten zur ORF-Fernsehserie Letzter Wille vor der Kamera, in der er als Sachverständiger im Online-Auktionshaus eine durchgehende Rolle hatte. Ende 2021 war er in der Simpl-Revue Arche Noah Luxusklasse als Teil des Ensembles im ORF zu sehen.
Neben seiner Tätigkeit als Schauspieler ist er als Hörspiel-, Hörbuch-, Synchron- und Off-Sprecher tätig.

## Filmografie (Auswahl)
- 2014: Die Detektive (Fernsehserie)
- 2015: Centaurus (Kinofilm)
- 2015: Planet Ottakring (Kinofilm)
- 2015: Altes Geld (Fernsehserie)
- 2016: Gemischtes Doppel – Beinahe wahre Geschichten (Fernsehserie, eine Episode)
- 2018: Boeing Boeing (Fernsehfilm)
- 2018: Meiberger – Im Kopf des Täters – Paranoia (Fernsehserie)
- 2018: Schnell ermittelt – Lia Pollak (Fernsehserie)
- 2018: CopStories – Ewig her (Fernsehserie)
- 2019: M – Eine Stadt sucht einen Mörder (Fernsehserie)
- 2019: Wiener Blut (Fernsehfilm)
- 2020: Wischen ist Macht – Die Win-Methode (Fernsehserie)
- 2020: Letzter Wille (Fernsehserie)
- 2020: SOKO Donau – Puzzle (Fernsehserie)
- 2020: 3 Freunde 2 Feinde
- 2021: Familiensache (Fernsehserie)
- 2022: Tatort: Alles was Recht ist
- 2023: Hals über Kopf
- 2024: Universum History – Maria Theresias dunkle Seite – Die Vertreibung der Juden aus Prag (Fernsehserie)
- 2024: SOKO Linz – Schlafende Hunde (Fernsehserie)

## Hörspiele (Auswahl)
- 2007: Heimito von Doderer: Die Strudlhofstiege oder Melzer und die Tiefe der Jahre (1. Teil) (Otto Buschmann) – Regie: Robert Matejka (Hörspielbearbeitung – NDR/ORF)
- 2013: Andreas Jungwirth: Döbeln (Georg/Leonce) – Regie: Heike Tauch (Original-Hörspiel – MDR)
- 2014: Fritz Schindlecker: Neunzig Minuten. Das Attentat in Sarajevo (Geheimpolizist 1/Polizist 2/Passant 2) – Regie:Götz Fritsch  (semi-dokumentarisches Hörspiel – ORF)
- 2015: Arthur Schnitzler: Später Ruhm (Friedinger, Autor) – Regie: Harald Krewer (Hörspielbearbeitung – NDR/ORF)
- 2015: David Vogel: Eine Wiener Romanze (2 Teile) (Markus Schwarz) – Regie: Harald Krewer (Hörspielbearbeitung – ORF/Deutschlandradio)